# Hendrik Van Brussel
Hendrik (Rik) Van Brussel (Ypres, Bélgica, 24 de octubre de 1944, Ypres, Belgium) es un profesor belga emérito de ingeniería mecánica de la KU Leuven, mundialmente reconocido por su investigación en robótica, mecatrónica y sistemas de manufactura holónica.

## Biografía
Van Brussel recibió los títulos de ingeniero técnico en ingeniería mecánica (B.Sc.), en 1965 del HTI, Ostend, Bélgica; de ‘ingeniero civil’ en ingeniería electrónica (M.Sc.) en 1968 de la KU Leuven, Bélgica y de Doctor en Ciencias Aplicadas (Ph.D.) en 1971, también de la KU Leuven, con la tesis: "Análisis dinámico del proceso de corte". En toda su carrera, que abarca un período de más de 40 años, ha estado activo en la zona de intersección entre varias disciplinas: ingeniería mecánica, electrónica e ingeniería de control, tecnología de la información; un dominio que ahora se llama "mecatrónica".
Comenzó su carrera como Experto en el Centro de Desarrollo de Industrias Metalúrgicas (MIDC), Bandung, Indonesia, donde también ocupó el puesto de profesor asociado en el Institut Teknologi Bandung, Bandung, Indonesia (1971-1973). Luego regresó a la K.U.Leuven para seguir una carrera académica, convirtiéndose en profesor titular en 1980. Fue Jefe de la División PMA (Ingeniería de Producción, Diseño de Máquinas y Automatización) de KU Leuven, (1980-93 y 2001-03) y posteriormente su presidente (2003-2010). Fue Presidente del Departamento de Ingeniería Mecánica (1993-2001). Fue Líder de Proyecto de Proyectos de Atracción Interuniversitaria sobre Sistemas Mecatrónicos Avanzados (Centro de Excelencia), desde 1987 hasta 2006.

## Trabajo
Además de su extenso trabajo en Dinámica de corte, Dinámica estructural, Manufactura Integrada por Computadora (CIM), y Micro y Precisión Ingeniería, el resto del trabajo de Van Brussel se puede organizar bajo los siguientes tres temas principales:
Robótica: Trabajo pionero en investigación de robótica en Bélgica y en Europa; el trabajo incluye: retroalimentación de fuerza activa Tecnología háptica; metodología para especificación de tareas basada en modelos y control de tareas de "movimiento conforme"; garra universal de tres dedos; LOLA, un lenguaje de programación robótica fuera de línea con base de datos estructurada; KARMEN, un programa general de análisis y diseño para la cinemática y dinámica directa e inversa de mecanismos 3D; sensores de fuerza-par multi-componente y una matriz de sensores táctiles; desbarbado robótico controlado por fuerza; Robótica de servicio: LiAS, un manipulador móvil autónomo; sillas de ruedas inteligentes con autonomía compartida; robótica médica, por ejemplo, laparoscopia robotizada que involucra interfaces hápticas innovadoras.
Mecatrónica: Desarrollo de una filosofía de diseño mecatrónico, que apunta al ‘compilador mecatrónico’ donde la estructura mecánica y el controlador de movimiento se optimizan simultáneamente, para diseñar máquinas y sistemas de máquinas de alto rendimiento. Esto incluye: optimización de la estructura mecánica en la fase de diseño conceptual; derivación de algoritmos de control robustos (H-infinito, modo deslizante, ..) que pueden garantizar el rendimiento en presencia de perturbaciones importantes, como el cambio de configuración de la máquina, fuerzas de corte, fricción, ...; derivación de modelos de control simples a partir de modelos de método de elementos finitos de la estructura mecánica como base para desarrollar algoritmos de control; desarrollo de un marco de diseño integrado para la optimización simultánea de la estructura y el controlador de sistemas mecatrónicos flexibles-multi-cuerpo complejos con configuraciones variables en el tiempo.
Sistemas de Manufactura Holónica (Sistemas Multi-agente): En el marco de la idea de la fábrica del futuro y en línea con el programa de Sistemas de Manufactura Inteligente (IMS), lanzado en 1990 por el Prof. H. Yoshikawa, Japón. El principal logro es la creación de arquitecturas de referencia y una metodología de diseño para sistemas de manufactura holónica. La arquitectura desarrollada PROSA es generalmente aceptada por la comunidad de investigación internacional como una arquitectura de referencia. Aplicación de paradigmas de control inspirados biológicamente, como feromonas en colonias de hormigas, para controlar sistemas de manufactura complejos, lo que conduce a un marco de control multi-agente.

## Premios
Entre los muchos premios y honores que ha recibido el Prof. Van Brussel, aquí hay una lista de los más destacados:
- 1976:	Medalla Taylor de CIRP (Academia Internacional de Ingeniería de Producción).
- 1984:	Premio de Investigación KVIV-TI por investigación en robótica. (KVIV-TI: Instituto Tecnológico de la Real Sociedad Flamenca de Ingeniería).
- 1987: Premio Golden Robot de ASEA.
- 1989: Society of Manufacturing Engineers (SME) Fellow.
- 1990—: Miembro de The Royal Academies for Science and the Arts of Belgium, convirtiéndose en Director de la Clase de Ciencias Naturales.
- 1994: Doctor honoris causa en la Universidad Politécnica de Bucarest.
- 1994: IEEE Fellow.
- 1994: Doctor honoris causa en la Universidad Técnica de Renania-Westfalia RWTH Aachen University.
- 1998: Receptor del SME/CASA LEAD Award, por excelencia en enseñanza e investigación en manufactura integrada.
- 2002: Miembro Extranjero de la Real Academia Sueca de Ciencias de la Ingeniería (IVA).
- 2002: Receptor de la Medalla de Investigación F.W. Taylor del SME.[6]
- 2003: Doctor honoris causa en la Universidad Transilvania de Braşov.
- 2008: Receptor del Premio Joseph Engelberger de IFR Por contribuir al avance de la Ciencia de la Robótica al Servicio de la Humanidad.[7]
- 2009: Miembro Extranjero de la National Academy of Engineering (Estados Unidos) por investigación pionera en mecatrónica y robótica aplicadas a la manufactura y cirugía médica, y por diseñar sistemas de manufactura holónica.[8]
- 2010: Receptor del prestigioso Georg-Schlesinger-Preis 2009 [9] del Secretario de Estado para Ciencia e Investigación del Estado de Berlín, con la citación: für hervorragende wissenschaftliche Leistungen auf dem Gebiet der Werkzeugmaschinen und Fertigungstechnik.
- 2010: Fellow de la Escuela de Ingeniería, La Universidad de Tokio.
- 2013: Miembro Honorario, Academia Húngara de Ciencias (MTA).
- 2017: Profesor Honorario, Universidad de Aeronáutica y Astronáutica de Nanjing (NUAA).
- 2018: Premio a la Trayectoria, Sociedad Europea de Ingeniería de Precisión y Nanotecnología (euspen).[10]

## Posiciones y Afiliaciones
- Miembro de la Royal Flemish Academy of Belgium for Science and the Arts, Clase de Ciencias Naturales.
- Miembro de la Institución Internacional de Investigación en Ingeniería de Producción (CIRP). Presidente de CIRP, 2000-2001, Expresidente del Comité Técnico Científico en Ensamblaje (STC-A).
- Fellow de IEEE (Institute of Electrical and Electronics Engineers).
- Fellow de SME (Society of Manufacturing Engineers).
- Miembro de KVIV (Royal Flemish Engineering Society).
- Exmiembro de BIRA (Instituto Belga de Control y Automatización). Exmiembro del Consejo. Expresidente del Grupo de Trabajo en Teoría de Sistemas. Expresidente del Grupo de Trabajo en Robótica.
- Miembro de BSMEE (Sociedad Belga de Ingenieros Mecánicos y Ambientales).
- Miembro Honorario del Comité Nacional de Mecánica Teórica y Aplicada.
- Exmiembro y presidente del Comité Científico de Ingeniería Mecánica y Eléctrica de FWO (Fondo para la Investigación Científica, Flandes).
- Exmiembro del Comité Científico de Ingeniería Mecánica y Eléctrica de FNRS (Fondo Nacional de Investigación Científica).
- Editor asociado, Miembro del Consejo Editorial y/o Revisor para la revista de IFToMM MMT, "IEEE Transactions on Robotics and Automation", "International Journal of Robotics Research", "International Journal of Advanced Manufacturing Technology", "Mechatronics", "Mechatronic Systems Engineering", “Robotics and Computer-integrated Manufacturing”, “Robotics and Autonomous Systems”.
- Expresidente de euspen (Sociedad Europea de Ingeniería de Precisión y Nanotecnología), 2007-09.